# Parrocchie di Andorra

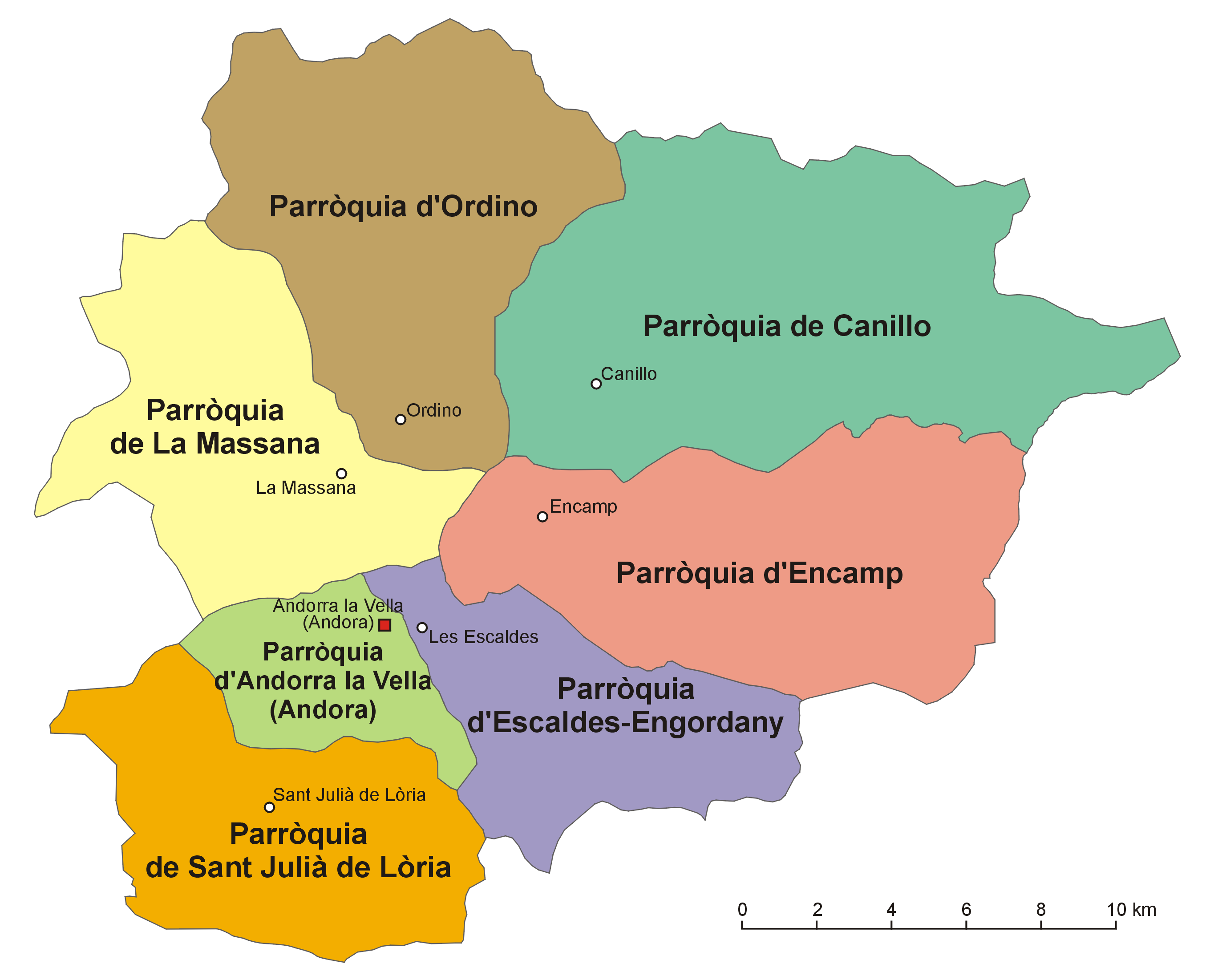
Parrocchie di Andorra

Le parrocchie di Andorra (parròquies in catalano, al singolare parròquia) sono la suddivisione territoriale primaria del Principato di Andorra. I confini delle parrocchie, usuale ripartizione locale della Chiesa cattolica, divennero col tempo anche parrocchie civili, la suddivisione amministrativa di base dello Stato.
Alcune parrocchie (Ordino, La Massana e Sant Julià de Lòria) sono statisticamente suddivise in quarts (quarti) mentre la parrocchia di Canillo è suddivisa in veïnats (vicinati). Ogni parrocchia è costituita da diversi villaggi.

## Amministrazione
L'ente che amministra la parrocchia è il comune (comú). I comuni sono retti da un consiglio comunale eletto ogni cinque anni a suffragio universale con sistema elettorale maggioritario a liste bloccate: metà dei seggi complessivi, che variano da 10 a 16 a seconda della popolazione, sono assegnati in blocco al partito più votato, mentre quelli restanti sono suddivisi proporzionalmente ai voti. Il sistema elettorale è ispirato a quello in vigore nella confinante Francia. Il consiglio elegge poi il console maggiore, ossia il sindaco, e il suo vice, il console minore, oltre al consigliere maggiore che presiede il consiglio insieme al suo vice, il consigliere minore. Queste quattro figure costituiscono la giunta comunale, anche se singole deleghe possono essere assegnate anche agli altri consiglieri. Il console maggiore non può ricevere più di due mandati consecutivi e, se formalmente è espressione del consiglio, grazie al sistema elettorale viene in realtà indicato dai cittadini nella figura del capolista del partito vincitore. Le cariche amministrative sono inoltre incompatibili con quelle politiche.
I comuni dispongono di poteri simili a quelli degli omologhi enti delle nazioni confinanti, e si finanziano tramite vari tributi locali, tra i quali le licenze commerciali, i compensi edilizi, le multe, le bollette dei servizi pubblici, oltre alla tradizionale imposta sugli immobili (foc i lloc in catalano).

## Elenco
Sei parrocchie sono tradizionali, mentre la parrocchia di Escaldes-Engordany fu creata solamente nel 1978. Da tempo si discute sulla possibilità che Pas de la Casa, attualmente parte della parrocchia di Encamp, possa staccarsi da quest'ultima dando luogo ad un'ottava parrocchia.
| Parrocchia          | Superficie (km²) | Abitanti | Densità (ab./km²) | Codice postale |
| ------------------- | ---------------- | -------- | ----------------- | -------------- |
| Andorra la Vella    | 30               | 23 587   | 786,23            | AD500          |
| Canillo             | 121,86           | 3 205    | 26,3              | AD100          |
| Encamp              | 74               | 10 772   | 145,57            | AD200          |
| Escaldes-Engordany  | 30               | 16 078   | 535,93            | AD700          |
| La Massana          | 65               | 6 660    | 102,46            | AD400          |
| Ordino              | 90               | 3 309    | 36,77             | AD300          |
| Sant Julià de Lòria | 61               | 9 207    | 150,93            | AD600          |
| Totale              | 471,86           | 72 818   | 154,32            |                |